# 基督教锡安主义
基督教锡安主義（英語：Christian Zionism），又译基督教猶太復國主義，是指支持錫安主義的基督徒。主要以美國的福音派為主。基督教猶太復國主義者相信1948年猶太人回到聖地並建立现代主权国家以色列国的行為应验了聖經預言。這樣的信仰是來自於主要發展於歐洲以外的英語系國家的基督教時代論理念。「基督徒應該要主動支持猶太人回到以色列國土」這樣的想法與「基督徒應該鼓勵猶太人成為基督徒」的想法相似，是在宗教改革之後新教基督徒實現聖經預言的常見手段。美國支持以色列，其中一個原因即為基督教锡安主義的信念（另一個原因為現實政治考量），福音派尤其明顯。在政治劃分上，基督教锡安主義常被歸類為基督教右派的一支。以色列時常與基督教锡安主義者合作，但同時亦對基督教組織在該國針對猶太人的傳教活動有所提防。

## 延伸閱讀
- 汪舒明，《美国基督教锡安主义的发展及其影响[永久]》，《世界民族》，2006年第4期